# Seznam dílů seriálu Hrdinové
Toto je seznam dílů seriálu Hrdinové. Americký televizní sci-fi seriál Hrdinové (Heroes) začala vysílat 25. září 2006 americká stanice NBC. Poslední, 77. díl odvysílala v premiéře dne 8. února 2010.

## Přehled řad
| Řada | Díly | Premiéra v USA | Premiéra v USA    | Podtitul                |
| Řada | Díly | První díl      | Poslední díl      | Podtitul                |
| ---- | ---- | -------------- | ----------------- | ----------------------- |
| 1    | 23   | 25. září 2006  | 21. května 2007   | Kniha první: Genesis    |
| 2    | 11   | 24. září 2007  | 3. prosince 2007  | Kniha druhá: Pokolení   |
| 3    | 13   | 29. září 2008  | 15. prosince 2008 | Kniha třetí: Zlosynové  |
| 3    | 12   | 2. února 2009  | 27. dubna 2009    | Kniha čtvrtá: Uprchlíci |
| 4    | 19   | 21. září 2009  | 9. února 2010     | Kniha pátá: Vykoupení   |

## Seznam dílů

### První řada (2006–2007)
Kniha první: Genesis
| Č. v seriálu | Č. v řadě | Název                        | Český název                     | Režie            | Scénář                  | Datum premiéry     |
| ------------ | --------- | ---------------------------- | ------------------------------- | ---------------- | ----------------------- | ------------------ |
| 1            | 1         | Genesis                      | Genesis                         | David Semel      | Tim Kring               | 25. září 2006      |
| 2            | 2         | Don't Look Back              | Neohlížej se                    | Allan Arkush     | Tim Kring               | 2. října 2006      |
| 3            | 3         | One Giant Leap               | Velký skok                      | Greg Beeman      | Jeph Loeb               | 9. října 2006      |
| 4            | 4         | Collision                    | Kolize                          | Ernest Dickerson | Bryan Fuller            | 16. října 2006     |
| 5            | 5         | Hiros                        | Hirodinové                      | Paul Shapiro     | Michael Green           | 23. října 2006     |
| 6            | 6         | Better Halves                | Lepší polovičky                 | Greg Beeman      | Natalie Chaidez         | 30. října 2006     |
| 7            | 7         | Nothing to Hide              | Není co skrývat                 | Donna Deitch     | Jesse Alexander         | 6. listopadu 2006  |
| 8            | 8         | Seven Minutes to Midnight    | Za sedm minut dvanáct           | Paul Edwards     | Tim Kring               | 13. listopadu 2006 |
| 9            | 9         | Homecoming                   | Majáles                         | Greg Beeman      | Adam Armus a Kay Foster | 20. listopadu 2006 |
| 10           | 10        | Six Months Ago               | Před šesti měsíci               | Allan Arkush     | Aron Eli Coleite        | 27. listopadu 2006 |
| 11           | 11        | Fallout                      | Spad                            | John Badham      | Joe Pokaski             | 4. prosince 2006   |
| 12           | 12        | Godsend                      | Dar z nebes                     | Paul Shapiro     | Tim Kring               | 22. ledna 2007     |
| 13           | 13        | The Fix                      | Náprava                         | Terrence O'Hara  | Natalie Chaidez         | 29. ledna 2007     |
| 14           | 14        | Distractions                 | Žádné rozptylování              | Jeannot Szwarc   | Michael Green           | 5. února 2007      |
| 15           | 15        | Run!                         | Uteč!                           | Roxann Dawsonová | Adam Armus a Kay Foster | 12. února 2007     |
| 16           | 16        | Unexpected                   | Něco nečekaného                 | Greg Beeman      | Jeph Loeb               | 19. února 2007     |
| 17           | 17        | Company Man                  | Společnost nade vše             | Allan Arkush     | Bryan Fuller            | 26. února 2007     |
| 18           | 18        | Parasite                     | Parazit                         | Kevin Bray       | Christopher Zatta       | 5. března 2007     |
| 19           | 19        | .07%                         | 0,07 %                          | Adam Kane        | Chuck Kim               | 23. dubna 2007     |
| 20           | 20        | Five Years Gone              | Pět let poté                    | Paul Edwards     | Joe Pokaski             | 30. dubna 2007     |
| 21           | 21        | The Hard Part                | Ta těžší část                   | John Badham      | Aron Eli Coleite        | 7. května 2007     |
| 22           | 22        | Landslide                    | Drtivé vítězství                | Greg Beeman      | Jesse Alexander         | 14. května 2007    |
| 23           | 23        | How to Stop an Exploding Man | Jak zastavit vybuchujícího muže | Allan Arkush     | Tim Kring               | 21. května 2007    |

### Druhá řada (2007)
Kniha druhá: Pokolení (Generations)
| Č. v seriálu | Č. v řadě | Název                     | Český název           | Režie          | Scénář                    | Datum premiéry     |
| ------------ | --------- | ------------------------- | --------------------- | -------------- | ------------------------- | ------------------ |
| 24           | 1         | Four Months Later...      | Čtyři měsíce poté     | Greg Beeman    | Tim Kring                 | 24. září 2007      |
| 25           | 2         | Lizards                   | Ještěři               | Allan Arkush   | Michael Green             | 1. října 2007      |
| 26           | 3         | Kindred                   | Rodinná pouta         | Paul Edwards   | J. J. Philbin             | 8. října 2007      |
| 27           | 4         | The Kindness of Strangers | Pomoc bližnímu svému  | Adam Kane      | Tim Kring                 | 15. října 2007     |
| 28           | 5         | Fight or Flight           | Bojuj nebo uteč       | Lesli Glatter  | Joy Blake a Melissa Blake | 22. října 2007     |
| 29           | 6         | The Line                  | Hranice               | Jeannot Szwarc | Adam Armus a Kay Foster   | 29. října 2007     |
| 30           | 7         | Out of Time               | Čas nic nespraví      | Daniel Attias  | Aron Eli Coleite          | 5. listopadu 2007  |
| 31           | 8         | Four Months Ago...        | Čtyři měsíce před tím | Greg Beeman    | Tim Kring                 | 12. listopadu 2007 |
| 32           | 9         | Cautionary Tales          | Příběhy s poučením    | Greg Yaitanes  | Joe Pokaski               | 19. listopadu 2007 |
| 33           | 10        | Truth & Consequences      | Pravda a následky     | Adam Kane      | Jesse Alexander           | 26. listopadu 2007 |
| 34           | 11        | Powerless                 | Bezmocnost            | Allan Arkush   | Jeph Loeb                 | 3. prosince 2007   |

### Třetí řada (2008–2009)
Kniha třetí: Zlosynové (Villains)
| Č. v seriálu | Č. v řadě | Název                  | Český název               | Režie                | Scénář                         | Datum premiéry     |
| ------------ | --------- | ---------------------- | ------------------------- | -------------------- | ------------------------------ | ------------------ |
| 35           | 1         | The Second Coming      | Druhý příchod             | Allan Arkush         | Tim Kring                      | 22. září 2008      |
| 36           | 2         | The Butterfly Effect   | Motýlí efekt              | Greg Beeman          | Tim Kring                      | 22. září 2008      |
| 37           | 3         | One of Us, One of Them | Jeden z nás, jeden z nich | Sergio Mimica-Gezzan | Joe Pokaski                    | 29. září 2008      |
| 38           | 4         | I Am Become Death      | Jsem smrt, ničitel světů  | David Von Ancken     | Aron Eli Coleite               | 6. října 2008      |
| 39           | 5         | Angels and Monsters    | Andělé a zrůdy            | Anthony Hemingway    | Adam Armus a Kay Foster        | 13. října 2008     |
| 40           | 6         | Dying of the Light     | Světlo zmírá              | Daniel Attias        | Chuck Kim a Christopher Zatta  | 20. října 2008     |
| 41           | 7         | Eris Quod Sum          | Eris quod sum             | Jeannot Szwarc       | Jesse Alexander                | 27. října 2008     |
| 42           | 8         | Villains               | Zlosynové                 | Allan Arkush         | Rob Fresco                     | 10. listopadu 2008 |
| 43           | 9         | It's Coming            | Už se to blíží            | Greg Yaitanes        | Tim Kring                      | 17. listopadu 2008 |
| 44           | 10        | The Eclipse (Part 1)   | Zatmění (1. část)         | Greg Beeman          | Aron Eli Coleite a Joe Pokaski | 24. listopadu 2008 |
| 45           | 11        | The Eclipse (Part 2)   | Zatmění (2. část)         | Holly Dale           | Aron Eli Coleite a Joe Pokaski | 1. prosince 2008   |
| 46           | 12        | Our Father             | Náš otec                  | Jeannot Szwarc       | Adam Armus a Kay Foster        | 8. prosince 2008   |
| 47           | 13        | Dual                   | Dualita                   | Greg Beeman          | Jeph Loeb                      | 15. prosince 2008  |

Kniha čtvrtá: Uprchlíci (Fugitives)
| Č. v seriálu | Č. v řadě | Název                      | Český název       | Režie                | Scénář                                      | Datum premiéry  |
| ------------ | --------- | -------------------------- | ----------------- | -------------------- | ------------------------------------------- | --------------- |
| 48           | 14        | A Clear and Present Danger | V zájmu bezpečí   | Greg Yaitanes        | Tim Kring                                   | 2. února 2009   |
| 49           | 15        | Trust and Blood            | Důvěra a krev     | Allan Arkush         | Mark Verheiden                              | 9. února 2009   |
| 50           | 16        | Building 26                | Budova 26         | Sergio Mimica-Gezzan | Rob Fresco                                  | 16. února 2009  |
| 51           | 17        | Cold Wars                  | Studená válka     | Seith Mann           | Chris Zatta, Joe Pokaski a Aron Eli Coleite | 23. února 2009  |
| 52           | 18        | Exposed                    | Odhalení          | Eric Laneuville      | Adam Armus a Kay Foster                     | 2. března 2009  |
| 53           | 19        | Shades of Gray             | Odstíny šedi      | Greg Beeman          | Oliver Grigsby                              | 9. března 2009  |
| 54           | 20        | Cold Snap                  | Prudké ochlazení  | Greg Yaitanes        | Bryan Fuller                                | 23. března 2009 |
| 55           | 21        | Into Asylum                | Azyl              | Jim Chory            | Joe Pokaski                                 | 30. března 2009 |
| 56           | 22        | Turn and Face the Strange  | Ikaros            | Jeannot Szwarc       | Rob Fresco a Mark Verheiden                 | 6. dubna 2009   |
| 57           | 23        | 1961                       | 1961              | Adam Kane            | Aron Eli Coleite                            | 13. dubna 2009  |
| 58           | 24        | I Am Sylar                 | Já jsem Sylar     | Allan Arkush         | Adam Armus a Kay Foster                     | 20. dubna 2009  |
| 59           | 25        | An Invisible Thread        | Neviditelné pouto | Greg Beeman          | Tim Kring                                   | 27. dubna 2009  |

### Čtvrtá řada (2009–2010)
Kniha pátá: Vykoupení (Redemption)
| Č. v seriálu | Č. v řadě | Název                     | Český název             | Režie               | Scénář                             | Datum premiéry     |
| ------------ | --------- | ------------------------- | ----------------------- | ------------------- | ---------------------------------- | ------------------ |
| 60           | 1         | Orientation               | Nové začátky (1. část)  | David Straiton      | Tim Kring                          | 21. září 2009      |
| 61           | 2         | Jump, Push, Fall          | Nové začátky (2. část)  | Ed Bianchi          | Adam Armus a Kay Foster            | 21. září 2009      |
| 62           | 3         | Ink                       | Inkoust                 | Roxann Dawsonová    | Aron Eli Coleite                   | 28. září 2009      |
| 63           | 4         | Acceptance                | Přijetí reality         | Christopher Misiano | Bryan Fuller                       | 5. října 2009      |
| 64           | 5         | Hysterical Blindness      | Hysterická slepota      | SJ Clarkson         | Joe Pokaski                        | 12. října 2009     |
| 65           | 6         | Tabula Rasa               | Nepopsaný list          | Jim Chory           | Rob Fresco                         | 19. října 2009     |
| 66           | 7         | Strange Attractors        | Protiklady se přitahují | Tucker Gates        | Juan Carlos Coto                   | 26. října 2009     |
| 67           | 8         | Once Upon a Time in Texas | Tenkrát v Texasu        | Nate Goodman        | Aron Eli Coleite a Aury Wallington | 2. listopadu 2009  |
| 68           | 9         | Shadowboxing              | Neviditelný protivník   | Jim Chory           | Misha Green a Joe Pokaski          | 9. listopadu 2009  |
| 69           | 10        | Brother's Keeper          | Strážce svého bratra    | Bryan Spicer        | Rob Fresco a Mark Verheiden        | 16. listopadu 2009 |
| 70           | 11        | Thanksgiving              | Díkůvzdání              | Seith Mann          | Adam Armus a Kay Foster            | 23. listopadu 2009 |
| 71           | 12        | The Fifth Stage           | Pátá úroveň             | Kevin Dowling       | Tim Kringn                         | 1. prosince 2009   |
| 72           | 13        | Upon This Rock            | Na této skále           | Ron Underwood       | Juan Carlos Coto                   | 5. ledna 2010      |
| 73           | 14        | Let it Bleed              | Čerstvé rány            | Jeannot Szwarc      | Jim Martin                         | 5. ledna 2010      |
| 74           | 15        | Close to You              | Tobě nablízku           | Roxann Dawson       | Rob Fresco                         | 12. ledna 2010     |
| 75           | 16        | Pass/Fail                 | Prošel / neprošel       | Michael Nankin      | Oliver Grigsby                     | 19. ledna 2010     |
| 76           | 17        | The Art of Deception      | Umění klamu             | SJ Clarkson         | Mark Verheiden a Misha Green       | 26. ledna 2010     |
| 77           | 18        | The Wall                  | Zeď                     | Allan Arkush        | Adam Armus a Kay Foster            | 2. února 2010      |
| 78           | 19        | Brave New World           | Konec epochy            | Adam Kane           | Tim Kring                          | 9. února 2010      |